# Anna Milenina
Anna Aleksandrovna Milenina, född Burmistrova 15 juli 1986, är en rysk längdåkare och skidskytt.

## Familj
Milenina är gift med den ryske volleybollspelaren Viktor Milenin. Paret har en son.

## Meriter
- Paralympiska vinterspelen 2006    
  - Silver, skidskytte 7,5 km stående
  - Silver, längdskidåkning 5 km stående
  - Guld, längdskidåkning 10 km stående
  - Silver, längdskidåkning 15 km stående